# 박 (음악)

가운데 표시된 Beat level이 박을 가리킨다.

박(拍)은 음악의 기본 단위이자 리듬의 최소 단위이다.
음악의 리듬은 일정한 시간적 간격을 가지고 새겨지는 박이라는 단위에 의해서 질서가 잡힌다. 이와 같이 박은 음악의 맥박(脈搏)이며, 보통 손의 상하운동으로 세지만 그 간격의 길이로 템포(tempo)라 정의된다. 행진곡에서는 북이 박을 새기며 여기에 맞추어서 행진한다. 이와 같이 박은 실제의 음으로 새겨지거나 리듬의 배후에 시암어사 심리적으로 새겨진다.

## 같이 보기
- 박자
- 박자 (Meter)